# الصهاري (ملحان)

تعديل مصدري - تعديل

الصهاري هي إحدى قرى عزلة القبلة بمديرية ملحان التابعة لمحافظة المحويت، بلغ تعداد سكانها 539 نسمة حسب تعداد اليمن لعام 2004.